# Reksyně
Reksyně je osada, část města Miličín v okrese Benešov. Nachází se asi 2 km na jihovýchod od Miličína. V roce 2009 zde byly evidovány čtyři adresy.
Reksyně leží v katastrálním území Miličín o výměře 10,85 km².

## Historie
První písemná zmínka o vesnici pochází z roku 1379.

## Galerie

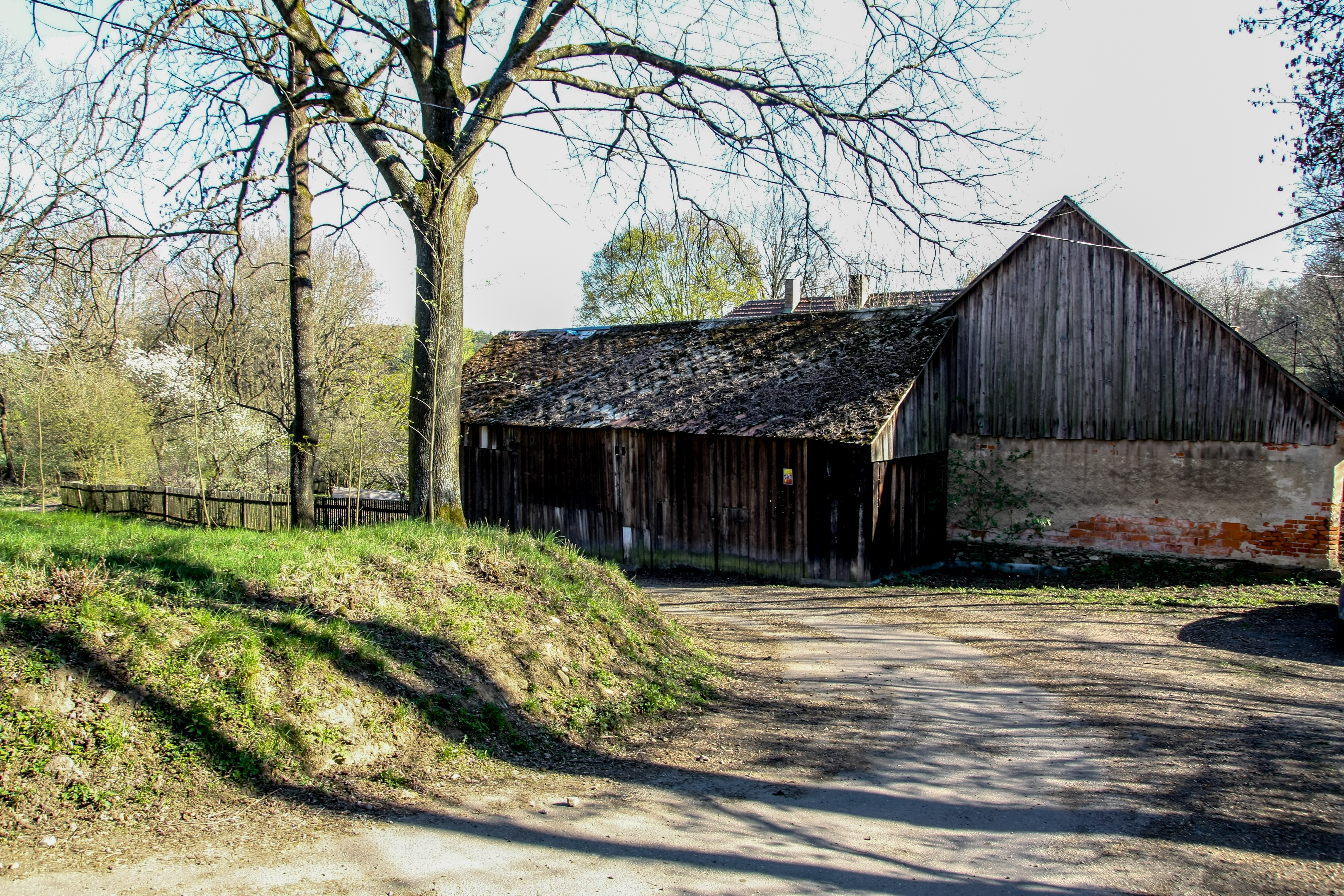
Dřevěné stavení (2019)
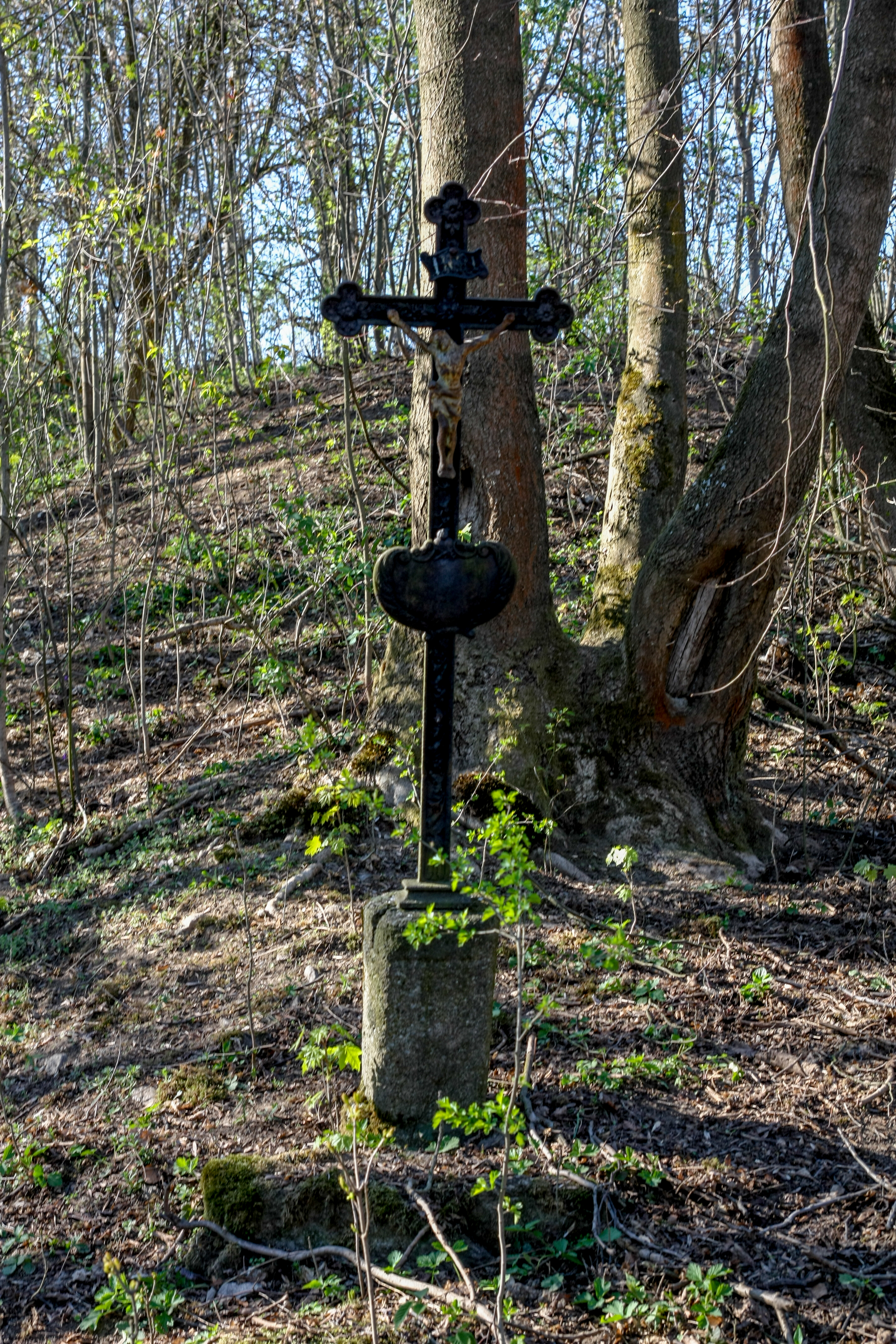
Kříž (2019)
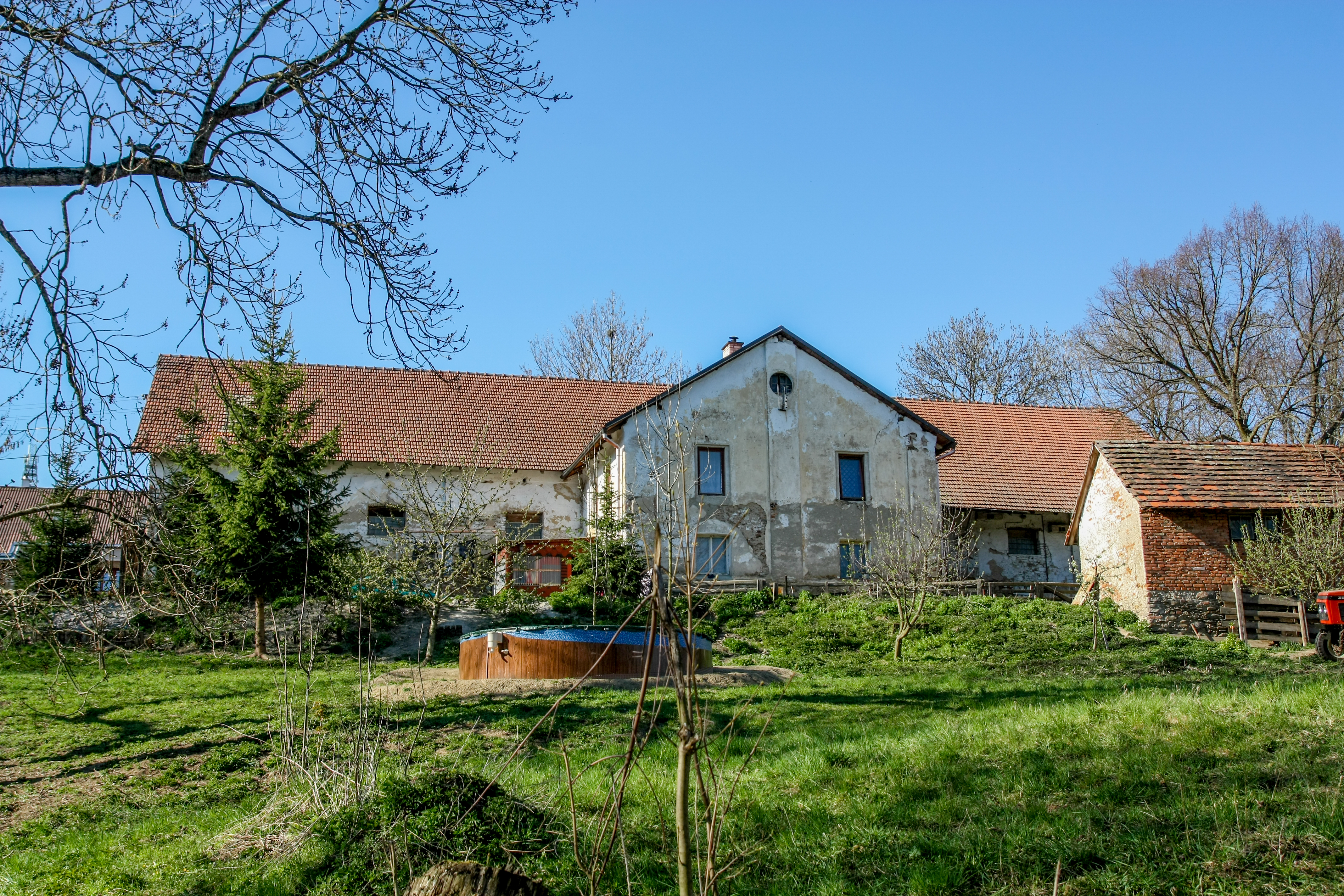
Dům (2019)